# Roman Odzierzyński
Roman Władysław Odzierzyński (* 28. Februar 1892 in Lemberg; † 9. Juli 1975 in London) war ein polnischer Brigadegeneral, Politiker und Ministerpräsident der Polnischen Exilregierung.

## Leben

### Studium und Offizier im Ersten Weltkrieg
Nach dem Schulabschluss an einem Gymnasium absolvierte er ein Studium der Rechtswissenschaften an der Universität Lemberg.
Am 1. Oktober 1910 trat er als Soldat in die österreich-ungarische Armee ein, in der er nach dem Abschluss der Artillerieschule und dem Beginn des Ersten Weltkrieges am 1. November 1914 zum Unterleutnant und am 1. August 1916 zum Leutnant im 11. Feldhaubitzenregiment aufstieg.

### Unabhängigkeit und Aufstieg zum Brigadegeneral im Zweiten Weltkrieg
Nach dem Ersten Weltkrieg trat er am 1. November 1918 als Offizier in die Polnischen Streitkräfte (Wojsko Polskie) ein, in denen er dann am 8. Januar 1919 zum Hauptmann der Verteidigungsbatterie Lemberg befördert wurde. Außerdem setzte er das Studium fort, das er schließlich ebenfalls 1919 mit der Promotion zum Doktor der Rechtswissenschaften abschloss.
Während des anschließenden Polnisch-Sowjetischen Krieges war er zunächst Offizier im 3. Feldartillerieregiment und danach Lehrer an der Unteroffiziersschule Nr. 5. Nach seiner Beförderung zum Major am 1. Oktober 1920 war er Offizier im 17. und dann im 14. Feldartillerieregiment. Nach dem Ende dieses Krieges war er zuerst Offizier in der 7. Artilleriebrigade und danach in anderen Truppeneinheiten. Am 1. Juli 1923 erfolgte seine Beförderung zum Oberstleutnant und dann am 1. Januar 1930 zum Oberst. Am 19. Juni 1933 wurde er Kommandant der Artillerieschützenschule in Thorn, am 14. November 1935 Kommandeur der 11. Artilleriegruppe sowie im Mai 1938 einer Flugabwehrartilleriegruppe. Danach wurde er am 14. November 1938 zum Kommandanten der Zentralen Flug- und ABC-Abwehrschule in Brest ernannt.
Nach dem deutschen Überfall auf Polen und dem Beginn des Zweiten Weltkrieges am 1. September 1939 floh er am 20. September 1939 zunächst nach Rumänien und dann im Januar 1940 nach Frankreich, wo er Artilleriekommandeur der 4. Infanteriedivision wurde. Nach seiner Evakuierung im August 1940 nach Großbritannien wurde er Artilleriekommandeur der 4. Schützenbrigade und als solcher auch Kommandeur eines Kontingents von 200 polnischen Offizieren im Irak. 1942 wurde er Artilleriekommandeur der Polnischen Ostarmee (Armia Polska na Wschodzie) und als solcher am 1. Januar 1943 zum Brigadegeneral befördert. Im Juli 1943 erfolgte dann seine Ernennung zum Artilleriekommandeur des von Generalleutnant Władysław Anders kommandierten 2. Polnischen Korps.

### Ministerpräsident der Exilregierung und letzte Lebensjahre
Nach dem Ende des Zweiten Weltkrieges ging er nach Großbritannien ins Exil und wurde 1949 von Ministerpräsident Tadeusz Tomaszewski zum Minister für Nationale Verteidigung und Innenminister der Polnischen Exilregierung in London ernannt.
Am 25. September 1950 wurde er dann als Nachfolger des am 10. August verstorbenen Tomaszewski schließlich selbst Ministerpräsident der Polnischen Exilregierung. In seinem bis zum 18. Januar 1954 amtierenden Kabinett übernahm er auch wiederum das Amt des Ministers für Nationale Verteidigung. Anschließend war er von 1954 bis 1956 Präsident der Exekutive der Nationalen Einheit (Egzekutywy Zjednoczenia Narodowego).
Zuletzt gehörte er als Nachfolger von Tadeusz Komorowski vom 24. August 1966 bis 1968 neben Władysław Anders und Edward Raczyński dem so genannten Dreierrat (Rada Trzech) an, der sich 1954 konstituierte, nachdem sich der Exilpräsident August Zaleski geweigert hatte, wie versprochen zurückzutreten.

## Auszeichnungen

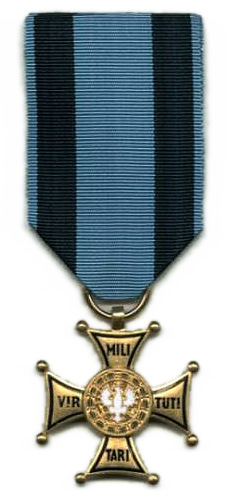
Goldkreuz des Ordens „Virtuti Militari“

Im Laufe seiner militärischen und politischen Laufbahn wurde Odzierzyński mehrfach ausgezeichnet. Unter anderem wurden ihm folgende Auszeichnungen verliehen:
- Silbernes und Goldenes Kreuz des Orden Virtuti Militari
- Offizierskreuz des Orden Polonia Restituta
- Goldenes Verdienstkreuz der Republik Polen
- 3. Stufe des Tapferkeitskreuzes (Krzyż Walecznych)
- Unabhängigkeitsmedaille (Medal Niepodległości).

Darüber hinaus wurde ihm der Rang eines Commander des Order of the British Empire (CBE) verliehen.